# George F. R. Ellis

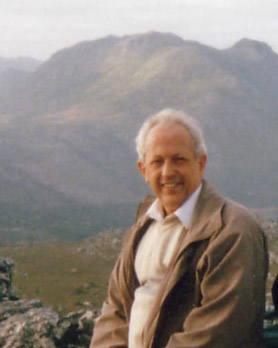
George F. R. Ellis (2002)

George Francis Rayner Ellis (* 11. August 1939 in Johannesburg, Südafrika) ist Kosmologe und Professor für angewandte Mathematik an der Universität Kapstadt in Südafrika.

## Leben und Werk
Ellis studierte an der Universität Kapstadt und wurde an der Universität Cambridge promoviert. Er war dort Lecturer (Department of Applied Mathematics and Theoretical Physics, DAMPT) und später Professor in Kapstadt.
Ellis war unter anderem Gastprofessor an der Universität Texas, der University of Chicago, der Boston University, der University of Alberta, der Universität London (Queen Mary College) und der Universität Hamburg. Außerdem war er Professor an der International School for Advanced Studies (SISSA) in Triest.
Neben seinen über 200 wissenschaftlichen Veröffentlichungen über Kosmologie und Relativitätstheorie ist Ellis (zusammen mit Stephen Hawking) der Co-Autor des Standardwerks The Large scale Structure of Space Time. Er gilt als einer der international führenden Kosmologen.
Er ist aktiver Quäker und Anti-Apartheid-Aktivist und gewann 2004 den Templeton-Preis für seine Beiträge zur Beziehung zwischen Religion und Wissenschaft. Er befasst sich auch mit philosophischen Fragen und veröffentlichte darüber.

## Mitgliedschaften und Ehrungen
Er ist seit 2007 Fellow der Royal Society und er ist Fellow der Royal Society of South Africa, deren Präsident er war und deren Herschel Medal er erhielt. Er war Präsident der International Society for General Relativity and Gravitation und ist Fellow der Third World Academy of Science. Er erhielt die Goldmedaille der South African Association for the Advancement of Sciencem, die Goldmedaille der Academy of Science of South Africa und die Goldmedaille der South African Mathematical Society. 2010 erhielt er die De Beers Goldmedaille des South African Institute of Physics.
Ellis ist Ehrendoktor des Haverford College, der Universität Natal, des Queen Mary College der Universität London und Fellow und Ehrendoktor der Universität Kapstadt.
2024 ist er Fellow am New Institute in Hamburg.

## Sonstiges
Er gilt als scharfer Kritiker der Omegapunkttheorie von Frank Tipler.

## Publikationen (Auswahl)
Bücher:
- mit Stephen Hawking The Large Scale Structure of Space-time. Cambridge University Press, 1973, ISBN 0-521-09906-4
- mit Ruth M. Williams: Flat and curved space-times. Oxford University Press, Oxford 1992; 2. Auflage 2000
- mit Roy Maartens & Malcolm A. H. MacCallum: Relativistic Cosmology. Cambridge University Press 2012
- mit John Wainwright (Hrsg.): Dynamical systems in cosmology. Cambridge University Press 2005
- Before the beginning. Cosmology explained. Bowerdean/Marion Boyars, 1993
- mit Antonio Lanza & John Miller: The Renaissance of General Relativity and Cosmology. Cambridge University Press. 1993
- mit Nancey Murphy: On The Moral Nature of the universe: Cosmology, Theology, and Ethics, Fortress Press, 1996
- (Hrsg.): Far-Future Universe – The Eschatology from a Cosmic Perspective. Veröffentlicht in Verbindung mit der Päpstlichen Akademie der Wissenschaften. Templeton Foundation Press, 2002
- mit Peter Coles: Is the Universe Open or Closed? The Density of Matter in the Universe (= Cambridge Lecture Notes in Physics. Vol 7). Cambridge University Press, 1997
- mit Jeff Murugan & Amanda Weltmann (Hrsg.): Foundations of Space and Time: Reflections on Quantum Gravity. Cambridge University Press, 2012
- mit Nancey Murphy & Timothy O’Connor (Hrsg.): Downward Causation and the Neurobiology of Free Will. Springer, 2009
- mit Malcolm A. H. MacCallum & Andrzej Krasinski (Hrsg.): Golden Oldies in General Relativity. Hidden Gems. Springer, 2013

Aufsätze und Übersichtsartikel:
- mit M. A. H. MacCallum: A class of homogeneous cosmological models. In: Communications in Mathematical Physics. Band 12, 1969, S. 108–141
- mit Marco Bruni: Covariant and gauge-invariant approach to cosmological density fluctuations. In: Physical Review D. Band 40, 1989, S. 1804
- Relativistic cosmology. In: Rainer K. Sachs (Hrsg.): Proceedings of the International School of Physics „Enrico Fermi“, Course 47: General relativity and cosmology. Academic Press, 1971 (PDF (Memento vom 29. Februar 2012 im Internet Archive))
- mit Henk van Elst: Cosmological Models (Cargese Summer School 1998). In: Marc Lachièze-Rey (Hrsg.): Theoretical and Observational Cosmology. Springer, 1999, ISBN 0-7923-5945-3, Arxiv
- mit B. G. Schmidt: Singular spacetimes. In: General Relativity and Gravitation. Band 8, 1977, S. 915–953
- Topology and Cosmology. In: General Relativity and Gravitation. Band 2, 1971, S. 7–21
- mit Roy Maartens The emergent universe: inflationary cosmology with no singularity. In: Classical and Quantum Gravity. Band 21, 2004, S. 223, Arxiv